# Ezequías Gaón
Ezequías Gaon (Babilonia, ? - 1040), exilarca y Gaón de la Academia de Pumbedita (1038-1040), último de los Gueonim. El abuelo de Ezequías era nieto del exilarca David ben Zakkai y fue designado Gaón de la última de las academias judías de Babilonia, la de Pumbedita, a la muerte de Hai Gaon. Dos individuos lo calumniaron frente al califa, no se conoce bien el porqué, y éste lo apresó, confiscándole todos sus bienes. Ezequías no resistió las consecuentes torturas, y murió en el año 1040. Sus hijos huyeron a España, a lo de José ibn Nagrella (hijo de Samuel ibn Nagrella), quien amaba a Ezequías. Luego de un atentado a la comunidad judía de Granada en el 1066, que terminó con la vida de José ibn Nagrella, los hijos de Ezequías se refugiaron junto con sus familias en Zaragoza. Posteriormente sus descendientes emigraron a tierras cristianas. Uno de ellos fue el erudito Hiyya al-Daudi, quien falleció en Castilla en el año 1154. 